# Иванчо Поройлията
Вижте пояснителната страница за други личности с името Поройлията.
Иванчо Поройлията е български революционер, войвода в Четническата акция на Македонския комитет в 1895 година.

## Биография
Иванчо Поройлията е роден в 1848 година в село Горни Порой, днес Ано Пороя, Гърция. Израства в Бараково, Дупнишко. През есента на 1875 година оглавява хайдушка чета, с която действа във Валовищко. През Сръбско-българската война от 1885 година е доброволец в българската армия (в Смолчанския партизански отряд). По време на Четническата акция от 1895 година начело на чета от 25 души навлиза в Македония и действа в района на Катунци и Свети Врач.